# Zahamena Strict Nature Reserve
Zahamena Strict Nature Reserve är ett naturreservat i Madagaskar. Det ligger i den nordöstra delen av landet, 200 km nordost om huvudstaden Antananarivo.